# Корте Вал Векија (Верона)
Корте Вал Векија је насеље у Италији у округу Верона, региону Венето.
Према процени из 2011. у насељу је живело 52 становника. Насеље се налази на надморској висини од 8 м.